# Mieżdurieczje (Czuwaszja)
Mieżdurieczje (ros. Междуречье) – wieś (sieło) w Rosji, w Czuwaszji, w rejonie ałatyrskim. W 2010 liczyła 415 mieszkańców.